# Amontons (månekrater)
Amontons er et lille nedslagskrater på månen, beliggende på Månens forside i den vestlige halvdel af Mare Fecunditatis. Det er en cirkulær, bægerformet formation, som er blevet presset ud af den jævne overflade af nedslaget, og det er i samme mørke farvetone som det omgivende mare. Når Solen står i en lav vinkel, er adskillige spøgelseskratere synlige i mareoverfladen syd-sydøst og nord for Amontonskrateret.
Krateret er opkaldt efter den franske videnskabsmand og fysiker Guillaume Amontons (1663 – 1705).
Navnet blev officielt tildelt af den Internationale Astronomiske Union (IAU) i 1976. 